# 7116 Менталл
7116 Менталл (7116 Mentall) — астероїд головного поясу, відкритий 2 грудня 1986 року.
Тіссеранів параметр щодо Юпітера — 3,565.